# Longuyon
Longuyon é uma comuna francesa na região administrativa de Grande Leste, no departamento de Meurthe-et-Moselle. Estende-se por uma área de 29,7 km². Em 2010 a comuna tinha 5 332 habitantes (densidade: 179,5 hab./km²).